# Lương Đức
Nguyễn Lương Đức (sinh ngày 15 tháng 7 năm 1939) là một nhà đạo diễn, biên kịch, nhà quay phim và viết lời bình phim tài liệu khoa học của điện ảnh Việt Nam, ông được mệnh danh là "người nghệ thuật hóa dòng phim khoa học" hay "ông vua phim khoa học". Trong sự nghiệp của mình, ông đã tham gia sản xuất hơn 100 bộ phim khoa học và phim tài liệu, trong số đó, ông đạo diễn hơn 50 phim khoa học, 7 phim tài liệu và phim video "Bỉ vỏ", nhiều bộ phim đoạt giải thưởng cao trong các kỳ Liên hoan phim Việt Nam.

## Tiểu sử
Nguyễn Lương Đức, sinh ngày 15 tháng 7 năm 1939 ở làng Phượng Đình, xã Hoằng Anh, huyện Hoằng Hóa (nay là phố Thượng Đình, phường Tào Xuyên, thành phố Thanh Hóa). Năm 14 tuổi, Lương Đức được nhận học bổng toàn phần cùng 24 kg gạo mỗi tháng, mong muốn ban đầu của ông chỉ là được làm công nhân lái máy cày. Đầu năm 1955, Lương Đức được gọi ra Hà Nội vừa học phổ thông, vừa học chính trị, ông được tuyển đi học tại Việt Nam học xá ở Trung Quốc. Ông đăng ký học chuyên ngành quay phim nhưng không thành vì nhà trường đã hết chỉ tiêu. Năm 1956, ông nằm trong số 35 người đạt điểm cao nhất được cử đi học tại Leipzig, Cộng hòa Dân chủ Đức. Đưa ông trở thành người đầu tiên của ngành điện ảnh Việt Nam được đào tạo chính quy ở Đông Âu.

## Sự nghiệp
Sau khi tốt nghiệp trường Đại học Điện ảnh và Vô tuyến truyền hình, năm 1962, dù đủ tiêu chuẩn để ở lại Đông Đức học tiếp nhưng Lương Đức lại từ chối các lời mời của Bộ Ngoại giao Đức mà trở về nước làm việc. Ông theo đuổi dòng phim khoa học. Từng được đi và học hỏi cách làm phim nhiều nơi trên thế giới, ông nhận thấy ở Việt Nam dòng phim khoa học lúc bấy giờ chưa được định hình cụ thể, cách làm còn lạc hậu, nội dung còn nghèo nàn. Lương Đức được cử đi công tác đào tạo điện ảnh cho Vương quốc Lào trong vòng hai năm, được xem là người đặt nền móng đầu tiên cho dòng phim khoa học của Lào. Năm 1964, ông về công tác tại Xưởng phim Thời sự Tài liệu Việt Nam và từng có thời gian giữ vai trò là Xưởng trưởng.
Khi Lương Đức về nước, trong bối cảnh dòng phim khoa học đã xuất hiện tại Việt Nam từ thập niên 1950, nhưng nội dung còn nghèo nàn, thủ pháp đơn điệu, thiên về cách làm phim thời sự. Để tăng sức hấp dẫn cho phim khoa học, Lương Đức đã tận dụng thủ pháp của phim hoạt hình, kịch, phim tài liệu. Với các tác phẩm "Cá mè đẻ nhân tạo" năm 1965 và "Chú ý thuốc trừ sâu", "Bệnh đạo ôn hại lúa", ông đã tìm ra những phương pháp mới cho dòng phim khoa học vốn được coi là khô cứng, khuôn phép. Bộ phim tài liệu Đất Hạ Long do ông đạo diễn năm 1985 đã giành được Giải đặc biệt lại Liên hoan phim quốc tế Moskva và 3 giải cho âm nhạc, lời bình và quay phim xuất sắc tại Liên hoan phim Việt Nam lần thứ 7.
Cuối năm 1989, Lương Đức cùng các đạo diễn, Nghệ sĩ nhân dân Vũ Lệ Mỹ và Lê Mạnh Thích làm 4 tập phim video "Bỉ vỏ" dựa theo truyện ngắn cùng tên của nhà văn Nguyên Hồng. Đây là một trong những bộ phim đạt danh thu cao nhất của Điện ảnh Việt Nam vào năm 1990 – 1991. Ông đặt ra 3 tiêu chí trong sản xuất phim: tận dụng yếu tố bi – hài; Tạo tình huống gây chú ý, hưng phấn cho người xem; quan tâm tới thẩm mỹ, mỗi khuôn hình là một chủ đề.
Năm 1997, Lương Đức được Nhà nước Việt Nam phong tặng danh hiệu Nghệ sĩ nhân dân. Năm 2012, ông được trao tặng Giải thưởng Nhà nước về Văn học nghệ thuật cho lĩnh vực Điện ảnh với hai tác phẩm do ông làm đạo diễn: Chú ý thuốc trừ sâu và Đất Tổ nghìn xưa.
Năm 2020, Lương Đức nghỉ hưu. Tại Lễ trao giải Cánh diều 2019, Ban tổ chức đã chiếu phim tôn vinh ông, cùng với đạo diễn Trần Văn Thủy, vì những đóng góp cho dòng phim khoa học và phim tài liệu. Dù nghỉ hưu nhưng Lương Đức vẫn tiếp tục giảng dạy tại trường Đại học Sân khấu Điện ảnh. Lương Đức là thành viên Ban giám khảo hạng mục Phim tài liệu / khoa học của Liên hoan phim Việt Nam lần thứ nhất, lần thứ 17, chương trình Táo truyền hình 2010, Liên hoan phim môi trường toàn quốc lần thứ 7, chủ tịch Ban giám khảo hạng mục Phim tài liệu / khoa học giải Cánh diều 2017, Liên hoan phim Việt Nam lần thứ 23.

## Đời tư
Trong thời gian học tập ở Đức, trong một cuộc giao lưu với sinh viên Trường Đại học Sư phạm Potsdam nhân dịp Quốc khánh Việt Nam, Lương Đức tình cờ gặp được Rosemarie Fischer. Vì du học sinh Việt Nam bị cấm quan hệ với công dân của nước sở tại nên tình cảm của hai người cũng cần phải giấu kín. Nhưng Fischer lại công khai mối tình với mục đích giữ chân người yêu khi Lương Đức sắp kết thúc chương trình học. Ông Phạm Ngọc Thuần, Đại sứ của Việt Nam tại Đức rất thông cảm cho hai người.
Fischer là cháu một cán bộ ngoại giao cao cấp của Đức, bà tìm mọi cách tháo gỡ những vướng mắc pháp lý ở cả hai nước để tổ chức lễ cưới. Mẹ của Fischer cũng rất nhiệt tình muốn giữ chân Lương Đức ở lại. Trước khi về nước, Lương Đức được tin ông và bà Fischer có con với nhau. Sau năm 1975, Fischer vẫn đơn thân nuôi con, bà luôn có ý định sang Việt Nam nhưng Lương Đức tìm cách khuyên nhủ bà đi bước nữa. Sau khi bà kết hôn với người chồng mới, ông vẫn giữ liên lạc với hai mẹ con bà.

## Tác phẩm

### Ấn bản
- Phim tài liệu Việt Nam (1987 - đồng tác giả Phạm Ngọc Trương, Trung Sơn, Lưu Xuân Thư)[22]
- Chuyện đời, chuyện nghề (Tự truyện - 2000 - Nhà xuất bản Thế Giới)[4]

### Điện ảnh
- Bỉ vỏ (Phim video - 1989) - đồng đạo diễn: Vũ Lệ Mỹ, Lê Mạnh Thích
- Nơi chiến tranh đi qua (Phim ngắn - 1997 - biên kịch kiêm quay phim)[4][23]
- Vì cuộc sống bình yên (Phim ngắn - 2000 - đạo diễn: Vũ Lệ Mỹ)[4][23]

### Phim khoa học
- Cá mè đẻ nhân tạo (1965)
- Hóc đường thở (1967)
- Bệnh đạo ôn hại lúa
- Chớ coi thường (1985)
- Năng lượng khí sinh vật
- Vì tính mạng con người (1961)
- Chú ý thuốc trừ sâu (1969 - Biên kịch, đạo diễn)
- Làng tranh Đông Hồ (1986)
- Vườn chim Minh Hải (1981)
- Rừng Cúc Phương (1984)
- Đất Hạ Long (1984)
- Cá trôi Ấn (1988)
- Tuổi thơ trong lòng hợp tác (1968)
- Đánh cá đèn
- Nuôi trai cấy ngọc

### Phim tài liệu
- Tôi thật lòng hối hận
- Nỗi đau sau cuộc chiến (Nhà sản xuất)
- Mỏ Vàng Danh những ngày cuối năm
- Quảng Ninh - Hội tụ và lan toả (2013)
- Đảo khỉ
- Mỹ Lai
- Nhịp cầu hữu nghị Việt - Đức (2015)
- Hạt gạo đầu tiên
- Đồng khởi
- Vào cửa không mất tiền
- Pônpốt là ai
- 725 năm chiến thắng Bạch Đằng (2013)
- Xuân về hoa nở
- 20 năm sau - chất độc da cam
- Tổ quốc Việt Nam nhìn từ vũ trụ (1981)
- Làng quan họ
- Ngư dân Vịnh Mốc
- Phụ nữ ba đảm đang
- Tây Hồ
- Đường qua Tây Nguyên (1991)
- Phi công mặc áo ngủ (1967)
- Đường chúng ta đi (1977 - Quay phim)
- Thành đồng Tổ quốc
- Đất tổ ngàn xưa
- Vì cuộc sống bình yên (2000 - Nhà sản xuất)
- Vì âm thanh cuộc sống (1976)
- Nói và làm
- Yên trí không sao (1973)
- Tôi sử dụng ngày công như thế nào
- Tín ngưỡng tôn giáo Việt Nam
- Hươu sao
- Bệnh viêm não Nhật Bản (2002, Kịch bản: Lương Đức, Đạo diễn: Phạm Bình)
- Việt Nam! Việt Nam! (Kịch bản:Lê Nguyên)
- Lang thang như đám mây trời (biên kịch, viết lời bình) đạo diễn: Trịnh Quang Tùng

- Cộng tác cùng hãng phim Heynoski: Thành đồng Tổ quốc, Chiến dịch Phượng Hoàng, Khi ngày đó đã đến, Sơn Mỹ, Campuchia chết và hồi sinh, Angkar...

## Giải thưởng

### Vinh danh
- Nghệ sĩ ưu tú (1984).[24]
- Nghệ sĩ Nhân dân (1997).[25]
- Giải thưởng Nhà nước về Văn học nghệ thuật (2012).[10]
- Huân chương Lao động hạng Nhất.
- Huân chương Kháng chiến hạng Ba.
- Huy hiệu Bác Hồ.

### Giải thưởng cho tác phẩm
Các tác phẩm của Lương Đức đã giành được 2 Bông sen Vàng, 8 Bông sen Bạc, Cánh diều Bạc và nhiều giải quốc tế.
| Năm                  | Sự kiện                            | Đề cử / Hạng mục            | Tác phẩm               | Kết quả       |               |
| -------------------- | ---------------------------------- | --------------------------- | ---------------------- | ------------- | ------------- |
| 1970                 | Liên hoan phim Việt Nam lần thứ I  | Phim khoa học               | Hóc đường thở          | Bông sen Bạc  | [ 26 ]        |
| 1970                 | Liên hoan phim Việt Nam lần thứ I  | Phim khoa học               | Cá mè đẻ nhân tạo      | Bông sen Bạc  | [ 7 ]         |
| 1973                 | Liên hoan phim Việt Nam lần thứ 2  | Phim khoa học               | Chú ý! Thuốc trừ sâu   | Bông sen Vàng | [ 3 ] [ 27 ]  |
| 1977                 | Liên hoan phim Việt Nam lần thứ 4  | Phim khoa học               | Vì âm thanh cuộc sống  | Bông sen Bạc  | [ 28 ]        |
| 1977                 | Liên hoan phim Việt Nam lần thứ 4  | Phim khoa học               | Chớ coi thường         | Bông sen Bạc  | [ 7 ] [ 29 ]  |
| 1980                 | Liên hoan phim Việt Nam lần thứ 5  | Phim khoa học               | Học văn học vần        | Bông sen Bạc  | [ 7 ] [ 29 ]  |
| 1983                 | Liên hoan phim Việt Nam lần thứ 6  | Phim khoa học               | Đất tổ nghìn xưa       | Bông sen Vàng | [ 30 ] [ 31 ] |
| 1985                 | Liên hoan phim Việt Nam lần thứ 7  | Phim khoa học               | Sơn mài Việt Nam       | Bông sen Bạc  | [ 7 ] [ 29 ]  |
| 1988                 | Liên hoan phim Việt Nam lần thứ 8  | Phim khoa học               | Cá trôi Ấn             | Bông sen Bạc  | [ 32 ] [ 33 ] |
| Các giải thưởng khác |                                    |                             |                        |               |               |
| 1997                 | Liên hoan phim quốc tế Freiburg    | Giải thưởng Lớn - Phim ngắn | Nơi chiến tranh đi qua | Đoạt giải     | [ 4 ]         |
| 2000                 | Liên hoan phim toàn cầu            | Phim ngắn                   | Nơi chiến tranh đi qua | Giải nhì      | [ 4 ]         |
| 2001                 | Liên hoan phim Canada              | Phim ngắn                   | Vì cuộc sống bình yên  | Giải đặc biệt | [ 4 ]         |
| 2001                 | Liên hoan phim Fica III            | Phim ngắn                   | Vì cuộc sống bình yên  | Giải nhất     | [ 4 ] [ 34 ]  |
|                      | Giải Cánh diều                     |                             | Noi theo đạo nhà       | Cánh diều Bạc | [ 7 ]         |
|                      | Liên hoan phim quốc tế Moskva      |                             | Đất Tổ ngàn xưa        | Giải đặc biệt | [ 8 ]         |
|                      | Liên hoan phim quốc tế Moskva      |                             | Đất Hạ Long            | Giải Đặc biệt | [ 7 ] [ 8 ]   |
| 2010                 | Liên hoan phim môi trường Việt Nam |                             |                        | Giải B        | [ 35 ]        |

### Giải thưởng cá nhân
| Năm  | Giải thưởng                       | Đề cử              | Tác phẩm              | Kết quả   | Chú thích   |
| ---- | --------------------------------- | ------------------ | --------------------- | --------- | ----------- |
| 1971 | Liên hoan phim báo chí Warsaw     | Báo chí quốc tế    |                       | Đoạt giải | [ 7 ]       |
| 1973 | Liên hoan phim Việt Nam lần thứ 2 | Đạo diễn xuất sắc  | Chú ý thuốc trừ sâu   | Đoạt giải | [ 36 ]      |
| 1975 | Liên hoan phim Việt Nam lần thứ 4 | Quay phim xuất sắc | Vì âm thanh cuộc sống | Đoạt giải | [ 28 ]      |
| 1977 | Liên hoan phim Việt Nam lần thứ 4 | Quay phim xuất sắc | Đường chúng ta đi     | Đoạt giải | [ 37 ]      |
| 1988 | Liên hoan phim Việt Nam lần thứ 8 | Đạo diễn xuất sắc  | Cá trôi Ấn            | Đoạt giải | [ 7 ] [ 8 ] |